# Cmentarz Św. Rocha w Skierniewicach
Cmentarz Św. Rocha w Skierniewicach – stary zabytkowy cmentarz znajdujący się w przy ul. Stanisławskiej w Skierniewicach.
Cmentarz powstał w 1782 roku przy Kościele Świętego Stanisława Biskupa i Męczennika. Pochówki na cmentarzu zakończono w 1914 roku. Powierzchnia cmentarza liczy około 0,6 ha.
Cmentarz wpisany jest w całości w Rejestr Zabytków.